# Apache RocketMQ
RocketMQ是一个分布式消息和流数据平台，具有低延迟、高性能、高可靠性、万亿级容量和灵活的可扩展性。RocketMQ是2012年阿里巴巴开源的第三代分布式消息中间件，2016年11月21日，阿里巴巴向Apache软件基金会捐赠了RocketMQ；第二年2月20日，Apache软件基金会宣布Apache RocketMQ成为顶级项目。

## 历史
RocketMQ的发展可分为三个阶段。
第一代在数据传输中使用push模式，在数据存储中使用关系型数据库。它展现了消息传递的低延迟，并且满足了具有分布式事务的典型电子商务平台 的用途。
第二代在数据传输中使用pull模式，在数据存储中使用文件系统。它更注重稳定性和可靠性，并显示出与第一代响应时间和Kafka日志收集相当的性能。
第三代将pull模式与一些push操作相结合。它继承了第一代和第二代的优点，并在并发性和大量数据场景中表现出高性能。

## 功能
各种消息传递解决方案之间已经进行了很多比较，众所周知，当主题数量急剧增加时，RocketMQ的吞吐量下降幅度远小于Kafka。由于具有高性能、高可靠性和高实时性的特点，RocketMQ与其他协议组件在MQTT等各种消息场景中的结合也越来越多。
| 客户端SDK                      | 协议和规范                            | 有序消息                             | 计划消息   | 批量消息                             | 广播消息 | 消息过滤器                       |
| ------------------------------ | ------------------------------------- | ------------------------------------ | ---------- | ------------------------------------ | -------- | -------------------------------- |
| Java，C++，Python，Go，Node.Js | Pull模式，支持TCP，JMS，OpenMessaging | 确保严格的消息排序，并可以优雅地扩展 | 支持       | 支持同步模式以避免的消息损失         | 支持     | 支持基于SQL92的属性过滤器表达式  |
| 服务器触发的重传递             | 消息储存                              | 消息追溯                             | 消息优先权 | 高可用性和故障转移                   | 消息跟踪 | 配置                             |
| 支持                           | 高性能和低延迟的文件存储              | 支持时间戳和偏移量两种表示           | 不支持     | 支持Master-Slave模型，不需要其他组件 | 支持     | 开箱即用，用户只需要注意几个配置 |

## 架构
RocketMQ由四部分组成：命名服务器（Name Server）、代理（Broker）、生产者（Producer）和消费者（Consumer），其中每一个都可以水平扩展而没有单点故障，如上图所示。

### 命名服务器集群
命名服务器集群是用于服务发现的轻量级组件，它们可用于读取和写入路由信息。每个命名服务器可以记录全局信息，并支持快速存储扩展。

### 代理集群
代理集群使用轻量级主题（topic）和队列（queue）机制来管理数据存储。为了实现容错，代理提供2份或3份数据。客户端可以在Push和Pull模型中获取消息。此外，还支持灾难恢复和丰富的指标统计信息。

### 生产者集群
生产者（Producer）可以分布式部署，从生产者到代理的消息可以通过多路径进行平衡。此外，还支持快速故障恢复和低延迟。

### 消费者集群
消费者也可以在Push和Pull模型中进行分布式部署，他们可以实时订阅消息，以集群为单位消费消息，同时还支持消息广播。

## 应用
Apache RocketMQ至少可以应用到以下五个方面：
- 异构系统的集成；
- 应用程序之间的分离；
- 在事件驱动机制和复杂事件架构模型中的骨干；
- 数据复制渠道；
- 与流计算引擎集成。

## 社区维护
RocketMQ团队为活跃社区做了很多工作。聚会、研讨会、ApacheCon和Code Marathon定期在北京、深圳、杭州等地举行，以吸引新的贡献者和提交者。OpenMessaging基准测试套件目前可用于RocketMQ，它使RocketMQ与分布式消息传递的全球标准保持同步。对于版本管理，采用了一系列标准化的软件开发过程。最新版本是4.2.0，4.3.0即将推出。可在此处（页面存档备份，存于）获取更多信息。

## 获奖
2016年度最受欢迎中国开源软件奖（页面存档备份，存于）
2017年度最受欢迎中国开源软件奖（页面存档备份，存于）
第12次中日韩(中国-日本-韩国)开源软件优秀技术奖（页面存档备份，存于）
2018年度最受欢迎中国开源软件奖（页面存档备份，存于）